# Borixon
Borixon, dawniej Borygo, właśc. Tomasz Wit Borycki (ur. 15 czerwca 1977 w Kielcach) – polski raper, autor tekstów, producent muzyczny i przedsiębiorca. Członek zespołu Wzgórze Ya-Pa 3, supergrup Gang Albanii i Chillwagon oraz kolektywów Gib Gibon Skład i LWWL. Prowadzi również solową działalność artystyczną. Właściciel oficyny wydawniczej Juicey Juice. Z WYP3 nominowany do nagrody Fryderyka.
Współpracował ponadto z takimi wykonawcami jak KęKę, V.E.T.O., Molesta Ewenement, Tede, Pęku, Pih, Popek, AbradAb, Robert M, Onar, DJ 600V, Ideo, Żurom, O$ka, Wojtas, IGS, Warszafski Deszcz, Kajman, DJ Decks, PTP, Donatan, Malik Montana, ReTo, Żabson, Kizo, Qry, Zetha, czy Olszakumpel.

## Życiorys

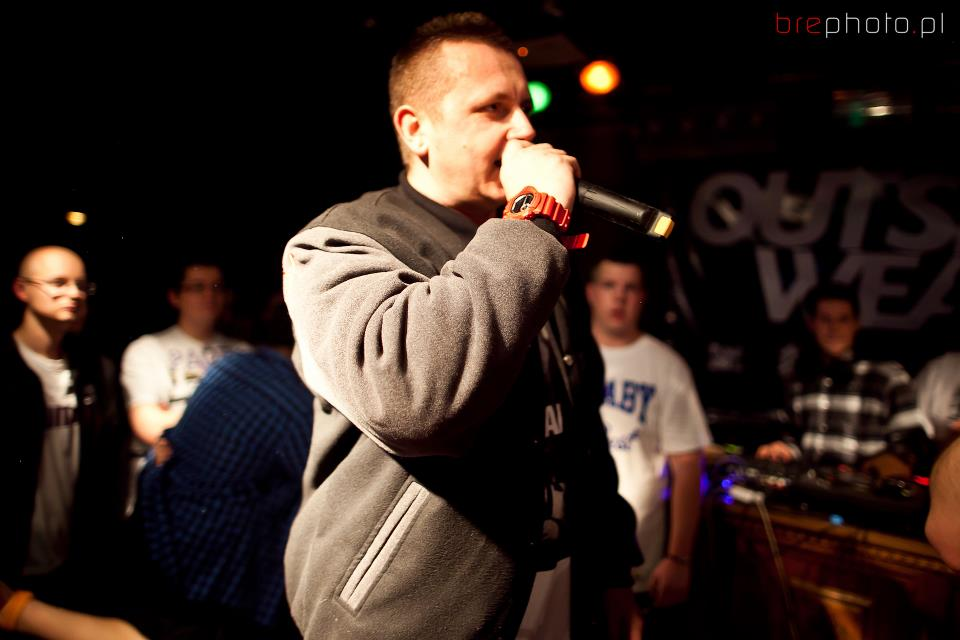
Borixon, 2012

Działalność artystyczną rozpoczął we wczesnych lat 90. XX w. Raper szybko związał się z prężnie rozwijającą się kielecką sceną hip-hopową. Początkowo podjął współpracę z Liroyem, którego wspierał podczas koncertów w roli hypemana. Pod koniec 1996 roku Borixon, znany wówczas przede wszystkim pod pseudonimem Borygo związał się z zespołem Wzgórze Ya-Pa 3, w którym zastąpił Radoskóra. W 1997 roku ukazał się zrealizowany z Boryckim w składzie drugi album Wzgórza Ya-Pa 3 zatytułowany Centrum. Nazwa płyty pochodziła od marketu ogrodniczego Agro Centrum nieopodal miejsca, w którym mieszkał Borygo. Nagrania cieszyły się znaczną popularnością w kraju, w tym pochodzące z płyty piosenki utworom jak „Czekam”, „Palenie” , a przede wszystkim „Język polski” nagrany z gościnnym udziałem Kalibra 44. W efekcie wydawnictwo uzyskało nominację do nagrody polskiego przemysłu fonograficznego Fryderyka. W 1998 roku do sprzedaży trafił kolejny album kieleckiego zespołu zatytułowany Trzy. Płyta odniosła dużo mniejszy sukces niż jej dwie poprzedniczki, znalazł się na niej jednak jeden z największych przebojów formacji pt. „Ja mam to co ty”. Również w 1998 roku WYP3 nagrało także dwa utwory, w tym jeden z Miką Urbaniak na potrzeby ścieżki dźwiękowej do filmu Spona.
W 1999 roku ukazała się stanowiąca głównie remiksy, płyta pt. Ja mam to co ty. Borycki natomiast gościł na płytach zespołów: V.E.T.O. – Vetomania i Molesty – Ewenement. Rok później, w 2000, ukazała się piąta płyta Wzgórza Ya-Pa 3 pt. Precedens. Wśród gości na albumie znaleźli się m.in. JedenSiedem, Gano oraz Chada. Z kolei Borygo wystąpił ponownie na albumie V.E.T.O. – Drugie życia tchnienie. W 2001 roku Tomasz Borycki pod pseudonimem Borixon wydał pierwszy album solowy zatytułowany WYP3 kolejna część. Nagrania dotarły do 22. miejsca zestawienia OLiS. Pewną popularność zyskała także pochodząca z płyty piosenka pt. „A miało być tak pięknie”. Płytę wydała firma Krzysztofa Kozaka R.R.X. Gościnnie w nagraniach wzięli udział m.in. Tede, Onar oraz PeIHa. Z kolei sam Borycki rapował m.in. na albumach producenckich DJ-a 600V – Wkurwione bity i V6 oraz solowym debiucie Tedego pt. S.P.O.R.T. W 2002 roku została wydana ostatnia płyta WYP3 pt. Stara szkoła rapu. Na płycie znalazło się sześć nowych utworów oraz cztery remiksy. Wkrótce potem w wyniku nieporozumień personalnych zespół nieoficjalnie zakończył działalność.
Także w 2002 roku ukazał się drugi album solowy Borixona zatytułowany Mam pięć gram. Materiał ukazał się na mocy kontraktu wydawniczego z firmą Camey Studio. Na płycie gościli m.in. Franek, Gutek i Selma. Materiał spotkał się z mało entuzjastycznym przyjęciem i nie odniósł sukcesu komercyjnego. Borycki gościł ponadto na pierwszych solowych albumach Żuroma – A póki co... i Piha – Boisz się alarmów... (Peiha solo album cz. I). 23 maja 2003 roku został wydany trzeci album rapera pt. Hardcorowa komercja – Nic naprawdę, a wyprodukowany w głównej mierze przez DJ-a 100 Karatów. Materiał został wydany przez Fundament Records. Wydawnictwo dotarło do 31. miejsca zestawienia OLiS. Popularnością w kraju cieszyła się pochodząca z albumu piosenka zatytułowana „Platynowe sombrero”, a emitowana intensywnie m.in. przez stację telewizyjną VIVA Polska. Projekt początkowo miał zostać nagrany wraz z Onarem, znanym m.in. ze składu Płomień 81, jednakże stosownej zgody nie udzieliła jego macierzysta wytwórnia Warner Music Poland. Wcześniej natomiast Borycki gościł na wydanej tego samego roku płycie Onara i O$ki – Wszystko co mogę mieć, a także kolejnej produkcji DJ-a Volta pt. 600 °C.
6 listopada 2004 roku ukazał się promowany teledyskiem do utworu „Sprawdź to działa” czwarty album Boryckiego pt. Rap daje mi siłę. Na płycie wyprodukowanej m.in. przez Bezika, Vazqeza i Nolte wystąpili gościnnie także duet Chix, kolektyw LWWL i Teka. Pomimo iż wydawnictwo nie znalazło się na Oficjalnej Liście Sprzedaży pewną popularność zyskała piosenka „Sprawdź to działa”, która uplasowała się na 47. miejscu Szczecińskiej Listy Przebojów Polskiego Radia. Również w 2004 roku raper wydał pierwszy w dorobku artystycznym nielegal pt. Kielce sie palom. Artysta gościł także na nielegalu Wendetty i kolejnych wydawnictwach V.E.T.O. i Żuroma. Natomiast rok później Borygo rymował na płycie Camey Squad – Rytm ulicy i pierwszym albumie solowym Wojtasa – Moja gra. Również w 2005 roku został opublikowany drugi teledysk promujący Rap daje mi siłę, a zrealizowany do utworu „Ja tu zostaje”. 9 grudnia 2006 roku z opóźnieniem ukazał się piąty album solowy rapera pt. Zacieram ręce dzieciak. Wydawnictwo wyprodukowane w większości przez Davida Gutjara ukazało się nakładem Camey Studio. Gościnnie na płycie wystąpili m.in. Liroy, Kajman i Bezik. W ramach promocji zostały zekranizowane piosenki „Zacieram ręce dzieciak” i „Czas leci”. W międzyczasie raper gościł na albumie producenckim IGS-a – Garaże.

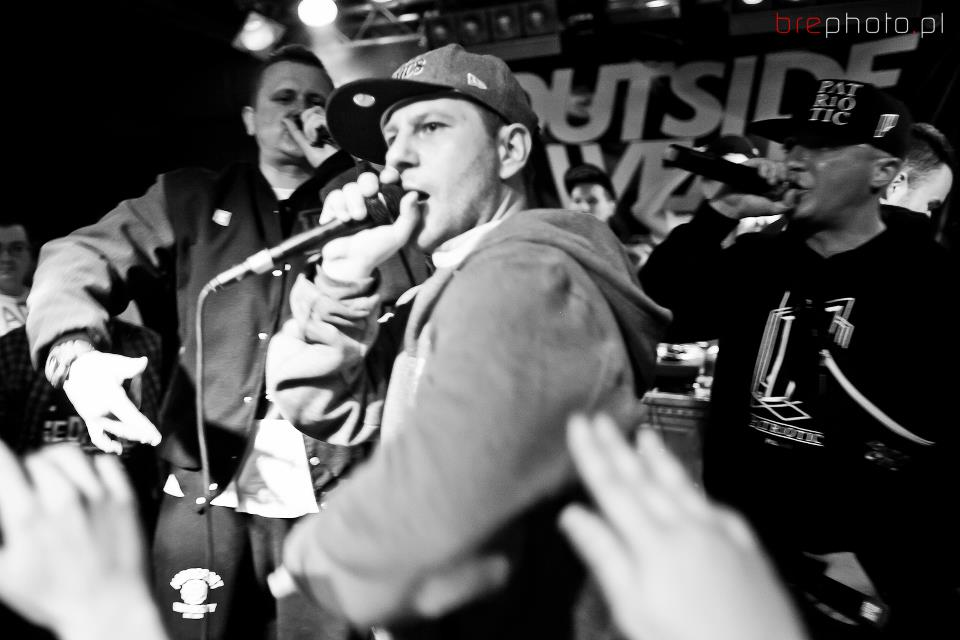
Od lewej: Borixon, Pyskaty i Kajman, 2012

W 2007 roku Borycki rymował na płytach Warszafskiego Deszczu i Piha. Odbył także trasę koncertową „Praż Albo Giń – Sixty Nine Tour 2007” ze wsparciem Kajmana, DJ-a Barta i DJ-a Vipa. Natomiast w 2008 roku dograł się na płyty takich wykonawców jak: Kajman, Emo, DJ Decks i PTP. 18 maja 2009 roku do sprzedaży trafił album Semtex, który Borixon nagrał wraz z Kajmanem i producentem muzycznym PRW.RS-em. Materiał wydany przez Juicey Juice był promowany teledyskiem do kompozycji „Podmuch” z udziałem DJ-a Decksa, członka składu Slums Attack. Również w 2009 roku doszło do jednorazowego występu Borixona wraz ze składem Wzgórze Ya-Pa 3. Borygo gościł także na płycie Onara zatytułowanej Jeden na milion (2009). Rok później zwrotki rapera znalazły się w dwóch utworach na nielegalu Projektu Hamas – Nielegal stary numer. W 2011 roku jedynym przejawem działalności rapera był występ gościnny kompozycji „Rap się zmienił”, która ukazała się na solowej płycie Kajman zatytułowanej K2.
W kwietniu 2012 roku do sprzedaży trafiła kompilacja Drużyna mistrzów, na potrzeby której Borygo wraz z Kajmanem nagrał utwór zatytułowany „Skrawki”. 2 czerwca po niemal sześcioletniej przerwie, ukazał się szósty solowy album rapera pt. Rap Not Dead. Materiał wydała oficyna StoproRap. Wśród gości na płycie znaleźli się m.in. Popek, Bosski Roman, Paluch i Sobota. Natomiast produkcji nagrań podjęli się m.in. David Gutjar, Kaerson, Bystry i Sakier. Powrotna płyta rapera spotkała się z przychylnością publiczności, a także dotarła do 16. miejsca zestawienia OLiS. W ramach promocji do utworów „Mam dosyć”, „Tworzymy historie”, „Papierosy” i „Vitaminy” zostały zrealizowane teledyski. Ostatni z nich został wyreżyserowany przez samego Borixona. Również w 2012 roku raper wziął udział w nagraniach debiutanckiego albumu producenckiego Donatana pt. Równonoc. Słowiańska dusza. Zwrotki Boryckiego znalazły się w utworze „Nie lubimy robić”, w którym wystąpił ponownie w duecie z Kajmanem. Piosenka została również zilustrowana wideoklipem.
W 2015 roku dołączył do zespołu Gang Albanii założonego z inicjatywy producenta Roberta M i Popka. Album Gangu Albanii Królowie życia zadebiutował na 1. miejscu polskiej listy przebojów – OLiS i uzyskał w Polsce status diamentowej płyty.

## Życie prywatne
Żonaty, ma córkę Oliwię (ur. 16.07.1998 r.), wideoblogerkę, której filmy publikowane w serwisie YouTube śledzi ponad 200 tys. subskrybentów.

## Dyskografia

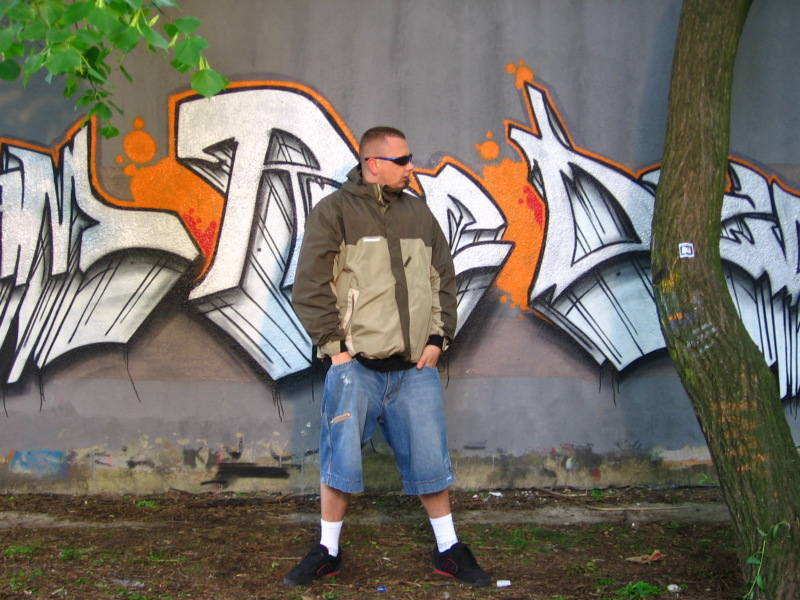
Borixon, 2006

### Albumy
| Rok                        | Album                                                                                                   | Pozycja na liście | Sprzedaż       | Certyfikat          |
| Rok                        | Album                                                                                                   | POL               | Sprzedaż       | Certyfikat          |
| -------------------------- | --- | ----------------- | -------------- | ------------------- |
| 2001                       | WYP3 kolejna część - Data: 17 września 2001 - Wydawca: R.R.X. - Format: CC, CD                          | 22                | - POL: 20 000+ |                     |
| 2002                       | Mam pięć gram - Data: 23 listopada 2002 - Wydawca: Camey Studio - Format: CD                            | –                 |                |                     |
| 2003                       | Hardcorowa komercja – Nic naprawdę - Data: 23 maja 2003 - Wydawca: Fundament Records - Format: CD       | 31                |                |                     |
| 2004                       | Rap daje mi siłę - Data: 6 listopada 2004 - Wydawca: Camey Studio - Format: CD                          | –                 |                |                     |
| 2006                       | Zacieram ręce dzieciak - Data: 9 grudnia 2006 - Wydawca: Camey Studio - Format: CD                      | –                 |                |                     |
| 2009                       | Semtex (oraz Kajman i PRW.RS) - Data: 18 maja 2009 - Wydawca: Juicey Juice, Fonografika - Format: CD    | –                 |                |                     |
| 2012                       | Rap Not Dead - Data: 2 czerwca 2012 - Wydawca: StoproRap, Fonografika - Format: CD, digital download    | 16                |                |                     |
| 2014                       | New Bad Life - Data: 16 grudnia 2014 - Wydawca: StoproRap, Fonografika - Format: CD, digital download   | –                 | - POL: 4 000+  |                     |
| 2017                       | Koktajl - Data: 17 marca 2017 - Wydawca: NewBadLabel - Format: CD, digital download                     | 4                 | - POL: 15 000+ | - ZPAV: złota płyta |
| 2018                       | Mołotow - Data: 11 maja 2018 - Wydawca: NewBadLabel - Format: CD, digital download                      | 1                 | - POL: 15 000+ | - ZPAV: złota płyta |
| 2020                       | 420024 (oraz ReTo) - Data: 30 kwietnia 2020 - Wydawca: Chillwagon.co - Format: CD, digital download     | 2                 |                |                     |
| 2022                       | Mixed Music Arts (MMA) - Data: 27 kwietnia 2022 - Wydawca: spacerange - Format: CD, digital download    | 17                |                |                     |
| 2023                       | Fiodor i Borys (oraz Tede) - Data: 1 września 2023 - Wydawca: spacerange - Format: CD, digital download | 4                 |                |                     |
| „–” album nie był notowany | |                   |                |                     |

Minialbumy
| Rok  | Album                                                                                    |
| ---- | ---------------------------------------------------------------------------------------- |
| 2017 | Koń trojański (oraz PLN.Beatz) - Data: 24 marca 2017 - Wydawca: NewBadLabel - Format: CD |

Fiodor i Borys

### Single
| Rok                        | Tytuł                                                        | Pozycja na liście | Pozycja na liście | Pozycja na liście | Pozycja na liście | Certyfikat                 | Album                      |
| Rok                        | Tytuł                                                        | ESKA              | VIVA              | RMF               | SLiP              | Certyfikat                 | Album                      |
| -------------------------- | ------------------------------------------------------------ | ----------------- | ----------------- | ----------------- | ----------------- | -------------------------- | -------------------------- |
| 2006                       | „Rap daje mi siłę”                                           | –                 | –                 | –                 | –                 |                            | Rap daje mi siłę           |
| 2006                       | „Mówimy prawdę / Czarne chmury nad miastem”                  | –                 | –                 | –                 | –                 |                            |                            |
| 2007                       | „Mówimy prawdę”                                              | –                 | –                 | –                 | –                 |                            | Zacieram ręce dzieciak     |
| 2012                       | „Nie lubimy robić” – Donatan (gościnnie: Borixon, Kajman)    | 1                 | 7                 | 14                | –                 |                            | Równonoc. Słowiańska dusza |
| 2013                       | „Magnes” – Rozbójnik Alibaba (gościnnie: Borixon)            | –                 | –                 | –                 | 48                |                            | Bal maturalny              |
| 2017                       | „Piękność”                                                   |                   |                   |                   |                   | - ZPAV: złota płyta        | Koktajl                    |
| 2017                       | „Yerba”                                                      |                   |                   |                   |                   | - ZPAV: złota płyta        | Koktajl                    |
| 2017                       | „JackieChan” (gościnnie: ReTo)                               |                   |                   |                   |                   | - ZPAV: 2× platynowa płyta | Koktajl                    |
| 2018                       | „Co ostatnie a co pierwsze” (gościnnie: KęKę)                |                   |                   |                   |                   | - ZPAV: platynowa płyta    | Mołotow                    |
| 2018                       | „Djengi” (gościnnie: Malik Montana)                          |                   |                   |                   |                   | - ZPAV: złota płyta        | Mołotow                    |
| 2018                       | „Weedbanger” (gościnnie: ReTo, Żabson)                       |                   |                   |                   |                   | - ZPAV: platynowa płyta    | Mołotow                    |
| 2020                       | „Co cię trapi” (oraz ReTo, dzikakorea, gośc. SecretRank)     |                   |                   |                   |                   | - ZPAV: złota płyta        | 420024                     |
| 2020                       | „Milion w godzinę” (oraz ReTo, dzikakorea, gośc. SecretRank) |                   |                   |                   |                   | - ZPAV: złota płyta        | 420024                     |
| 2020                       | „Avemariah” (oraz ReTo, dzikakorea, gośc. Kubi Producent)    |                   |                   |                   |                   | - ZPAV: złota płyta        | 420024                     |
| 2020                       | „Bonsai” (oraz ReTo, dzikakorea, gośc. Deemz)                |                   |                   |                   |                   | - ZPAV: złota płyta        | 420024                     |
| 2020                       | „Deadphone” (oraz ReTo, dzikakorea, gośc. Deemz)             |                   |                   |                   |                   | - ZPAV: złota płyta        | 420024                     |
| „–” album nie był notowany |                                                              |                   |                   |                   |                   |                            |                            |

### Inne notowane utwory
| Rok                        | Tytuł                     | Pozycja na liście | Pozycja na liście | Album              |
| Rok                        | Tytuł                     | SLiP              | 30 ton            | Album              |
| -------------------------- | ------------------------- | ----------------- | ----------------- | ------------------ |
| 2002                       | „A miało być tak pięknie” | 40                | –                 | WYP3 kolejna część |
| 2004                       | „Sprawdź to działa”       | 47                | –                 | Rap daje mi siłę   |
| 2004                       | „Trwam w tym”             | –                 | 12                | Mam pięć gram      |
| „–” album nie był notowany |                           |                   |                   |                    |

### Inne
| Album                                                     | Rok  | Uwagi                                                                                                 | Źródło  |
| --------------------------------------------------------- | ---- | --- | ------- |
| Znasz zasady (kompilacja R.R.X.)                          | 1998 | wykonanie utworu „I Love You” (z DJ-em Hansem)                                                        | [ 50 ]  |
| V.E.T.O. – Vetomania                                      | 1999 | gościnnie rap w utworach „C.K poezja”, „V.E.T.O. P.H.”, „Eleganckie bale” i „V.E.T.Odlot”             | [ 51 ]  |
| Molesta Ewenement – Ewenement                             | 1999 | gościnnie rap w utworze „Wady ludzkie”                                                                | [ 52 ]  |
| V.E.T.O. – Drugie życia tchnienie                         | 2000 | gościnnie rap w utworach „Dla tych, co odeszli”, „Falstart”, „Penku – Borixon” i „Wejście w nowe dni” | [ 53 ]  |
| Pokaż walory (kompilacja)                                 | 2000 | rap w utworze „Tak jest”                                                                              | [ 54 ]  |
| DJ 600V – Wkurwione bity                                  | 2001 | gościnnie rap w utworach „Biały goniec” i „Mój rap, mój hajs”                                         | [ 55 ]  |
| Projekt postawa – Co od dzisiaj jest istotne (kompilacja) | 2001 | rap w utworze „Cisza przed burzą”                                                                     | [ 56 ]  |
| Tede – S.P.O.R.T.                                         | 2001 | gościnnie rap w utworach „Odcinam się...” i „Baunsuj ze mną”                                          | [ 57 ]  |
| DJ 600V – V6                                              | 2001 | gościnnie rap w utworach „Be-er-iks”, „T. problemy” i „Biały goniec (Remix)”                          | [ 58 ]  |
| Pęku – Nowe wyzwanie                                      | 2001 | gościnnie rap w utworach „Kolejna płyta powstała, kolejna cześć”, „T.T.F.B.” i „Wilczy apetyt 2”      | [ 59 ]  |
| IGS – Alchemia                                            | 2001 | gościnnie rap w utworach „Lansuj się z Gibon Składem” i „Odcinam się II”                              | [ 60 ]  |
| Żurom – A póki co...                                      | 2002 | gościnnie rap w utworze „A pamiętasz...”                                                              | [ 61 ]  |
| MCF – Made in Poland                                      | 2002 | gościnnie rap w utworze „Miasto nie zasypia”                                                          | [ 62 ]  |
| Pih – Boisz się alarmów... (Peiha solo album cz. I)       | 2002 | gościnnie rap w utworze „Daję rap muzykę”                                                             | [ 63 ]  |
| Onar i O$ka – Wszystko co mogę mieć                       | 2003 | gościnnie rap w utworze „Dużo czasu minęło”                                                           | [ 64 ]  |
| Przedstawienie (kompilacja)                               | 2003 | rap w utworach „Dwa eR” i „Jesteś bogata...”                                                          | [ 65 ]  |
| Rap Style (kompilacja)                                    | 2003 | rap w utworze „Ten numerek”                                                                           | [ 66 ]  |
| VIVA Hip Hop vol.2 (kompilacja)                           | 2003 | rap w utworze „Trwam w tym”                                                                           | [ 67 ]  |
| DJ 600V – 600 °C                                          | 2003 | gościnnie rap w utworze „Słyszysz...”                                                                 | [ 68 ]  |
| Ideo – Mentalnie                                          | 2003 | gościnnie rap w utworze „Szalona plota”                                                               | [ 69 ]  |
| ESKA Squad (kompilacja)                                   | 2004 | rap w utworze „Fakty”                                                                                 | [ 70 ]  |
| ESKA Squad 2 (kompilacja)                                 | 2004 | rap w utworach „Sprawdź to działa” i „Trwam w tym”                                                    | [ 71 ]  |
| Gladiatorzy z miasta noży (kompilacja)                    | 2004 | rap w utworach „Gladiatorzy z miasta noży”, „Kielcesiepalom” i „Robię rap”                            | [ 72 ]  |
| Road Hip Hop 2004 (kompilacja)                            | 2004 | rap w utworze „Dwa R”                                                                                 | [ 73 ]  |
| Wendetta – Ciszy Przerwa                                  | 2004 | gościnnie rap w utworach „Aleja gwiazd” i „Nasz dom (G.R.U. Rmx)”                                     | [ 74 ]  |
| V.E.T.O. – Do 3 razy sztuka                               | 2004 | gościnnie rap w utworach „Sancho Pansa” i „Stary Hawaj – Skit”                                        | [ 75 ]  |
| Żurom – Cały czas                                         | 2004 | gościnnie rap w utworze „A pamiętasz...”                                                              | [ 76 ]  |
| O$ka – Przez $ jak...                                     | 2004 | gościnnie rap w utworze „Muzyka”                                                                      | [ 77 ]  |
| ESKA Squad 3 (kompilacja)                                 | 2005 | rap w utworze „Ja tu zostaje”                                                                         | [ 78 ]  |
| Rap Eskadra 3 (kompilacja)                                | 2005 | rap w utworach „Kłamca” i „Rap daje mi siłę”                                                          | [ 79 ]  |
| Camey Squad – Rytm ulicy                                  | 2005 | gościnnie rap w utworze „Powiedz jak to jest”                                                         | [ 80 ]  |
| Wojtas – Moja gra                                         | 2005 | gościnnie rap w utworze „Mój hajs”                                                                    | [ 81 ]  |
| SummerJam 2006 Allstars (kompilacja)                      | 2006 | rap w utworze „Wódeczka”                                                                              | [ 82 ]  |
| Waco Records Sampler 2006 Vol.1 (kompilacja)              | 2006 | rap w utworze „Mój hajs”                                                                              | [ 83 ]  |
| IGS – Garaże                                              | 2006 | gościnnie rap w utworze „Alchemia (wolny styl)”                                                       | [ 84 ]  |
| Warszafski Deszcz – Reminiscencje                         | 2007 | gościnnie rap w utworach „Desant” i „Prezent”                                                         | [ 85 ]  |
| Pih – Ulice bez jutra / Czarny kruk                       | 2007 | gościnnie rap w utworach „Nie potrzebuje być kimś kim nie jestem” i „Czas leci (Guti Remix)”          | [ 86 ]  |
| TeOeR – Sylwester 2007/2008                               | 2007 | gościnnie rap w utworze „Johnnie Walker”                                                              | [ 87 ]  |
| Kajman – Bluźnierca                                       | 2008 | gościnnie rap w utworach „Chcą mieć wszystko” i „Jestem w porządku”                                   | [ 88 ]  |
| Road Hip-Hop Classic 2008 (kompilacja)                    | 2008 | rap w utworze „Mój rap mój hajs”                                                                      | [ 89 ]  |
| LWWL – Stona siedzi na ulicy mixtape                      | 2008 | członek zespołu                                                                                       | [ 90 ]  |
| Emo – Z perspektywy czasu...                              | 2008 | gościnnie rap w utworze „N.P.B.K.K.N.J.”                                                              | [ 91 ]  |
| DJ Decks – Mixtape 4                                      | 2008 | gościnnie rap w utworze „Praż albo giń”                                                               | [ 92 ]  |
| PTP – Ulice tego słuchają                                 | 2008 | gościnnie rap w utworze „Podkręć tempo”                                                               | [ 93 ]  |
| Onar – Jeden na milion                                    | 2009 | gościnnie rap w utworze „Kręć dupą 2”                                                                 | [ 94 ]  |
| Projekt Hamas – Nielegal stary numer                      | 2010 | gościnnie rap w utworach „Najgorsze już za nami 2006 R.” i „Teraz mnie poznaj 2007 R.”                | [ 95 ]  |
| Kajman – K2                                               | 2011 | gościnnie rap w utworze „Rap się zmienił”                                                             | [ 96 ]  |
| Donatan – Równonoc. Słowiańska dusza                      | 2012 | gościnnie rap w utworze „Nie lubimy robić”                                                            | [ 97 ]  |
| Drużyna mistrzów (kompilacja)                             | 2012 | rap w utworze „Skrawki”                                                                               | [ 98 ]  |
| Popek – Monster                                           | 2013 | gościnnie rap w utworze „Sławy szczyt”                                                                | [ 99 ]  |
| Sobota – Dziesięć przykazań                               | 2013 | gościnnie rap w utworze „XI. Kochaj bliźniego swego jak siebie samego”                                | [ 100 ] |
| Rozbójnik Alibaba, Jan Borysewicz – Bal maturalny         | 2014 | gościnnie rap w utworze „Magnes”                                                                      | [ 101 ] |
| Nowe pokolenie 14/44 (kompilacja)                         | 2014 | rap w utworze „Sumienie świata”                                                                       | [ 102 ] |

## Teledyski
Solowe
| Tytuł                                                | Rok  | Reżyseria                        | Album                              | Źródło  |
| ---------------------------------------------------- | ---- | -------------------------------- | ---------------------------------- | ------- |
| „A miało być tak pięknie”                            | 2002 | –                                | WYP3 kolejna część                 | [ 103 ] |
| „Rap tętni/Baus”                                     | 2002 | –                                | WYP3 kolejna część                 | [ 104 ] |
| „Trwam w tym”                                        | 2002 | –                                | Mam pięć gram                      | [ 105 ] |
| „Platynowe sombrero”                                 | 2003 | Łukasz Tunikowski                | Hardcorowa komercja – Nic naprawdę | [ 106 ] |
| „Sprawdź to działa”                                  | 2004 | –                                | Rap daje mi siłę                   | [ 107 ] |
| „Ja tu zostaje” (gościnnie: Chicks)                  | 2005 | –                                | Rap daje mi siłę                   | [ 108 ] |
| „Zacieram ręce dzieciak”                             | 2006 | –                                | Zacieram ręce dzieciak             | [ 109 ] |
| „Skurwiały hit”                                      | 2006 | –                                | Zacieram ręce dzieciak             | [ 110 ] |
| „Świat pełen pokus”                                  | 2007 | –                                | Zacieram ręce dzieciak             | [ 111 ] |
| „Czas leci” (gościnnie: Pih)                         | 2007 | –                                | Zacieram ręce dzieciak             | [ 112 ] |
| „Podmuch” (oraz Kajman, PRW.RS; gościnnie: DJ Decks) | 2009 | –                                | Semtex                             | [ 113 ] |
| „Mam dosyć”                                          | 2011 | DirtMiron                        | Rap Not Dead                       | [ 114 ] |
| „Tworzymy historie” (gościnnie: Paluch)              | 2012 | Marcin Pawełczak                 | Rap Not Dead                       | [ 115 ] |
| „Papierosy”                                          | 2012 | DigitalFlowGroup                 | Rap Not Dead                       | [ 116 ] |
| „Vitaminy”                                           | 2012 | Borixon                          | Rap Not Dead                       | [ 117 ] |
| „Nie do wiary” (gościnnie: Popek, Bosski Roman)      | 2012 | Borixon, Firma, Michał Pigłowski | Rap Not Dead                       | [ 118 ] |
| „Mój przyjacielu” (gościnnie: DzikiChór)             | 2013 | Holeinmoon                       | Rap Not Dead                       | [ 119 ] |
| „Kochasz mnie?”                                      | 2014 | Borixon                          | New Bad Life                       | [ 120 ] |
| „S.O.S.” (gościnnie: Pezet)                          | 2014 | Kazimierz Zbąski                 | New Bad Life                       | [ 121 ] |
| „Lady Pank” (gościnnie: Matheo)                      | 2014 | Weronika Fenske                  | New Bad Life                       | [ 122 ] |
| „Koń trojański”                                      | 2015 | NBL Akin/Borixon                 | Koń trojański                      | [ 123 ] |
| „Ślady”                                              | 2015 | NBL Akin/Borixon                 | Koń trojański                      | [ 124 ] |
| „Jeśli zdrówko nam pozwoli” (gościnnie: ZetHa)       | 2017 | Tomasens, Cinestra Films         | Koktajl                            | [ 125 ] |
| „Piękność”                                           | 2017 | Smoła Studio                     | Koktajl                            | [ 126 ] |
| „YERBA”                                              | 2017 | Tomasens, Cinestra Films         | Koktajl                            | [ 127 ] |
| „Inspiracje”                                         | 2017 | Mania Studio                     | Koktajl                            | [ 128 ] |
| „JACKIECHAN” (gościnnie: ReTo)                       | 2017 | Mania Studio                     | Koktajl                            | [ 129 ] |
| „Sekret”                                             | 2017 | H D S C V M                      | Koktajl                            | [ 130 ] |
| „Życia pół”                                          | 2017 | Mania Studio                     | Koktajl                            | [ 131 ] |

Gościnnie
| Tytuł                                                                         | Rok  | Reżyseria                                         | Album                      | Źródło          |
| ----------------------------------------------------------------------------- | ---- | ------------------------------------------------- | -------------------------- | --------------- |
| DJ 600V – „Wkurwione bity” (promo mix; gościnnie: Borixon, Pih, Pezet, Gano)  | 2001 | –                                                 | Wkurwione bity             | [ 132 ]         |
| Kajman – „Jestem w porządku” (gościnnie: Borixon)                             | 2008 | X Group                                           | Bluźnierca                 | [ 133 ]         |
| Emo – „N.P.B.K.K.N.J.” (gościnnie: Borixon, Pih)                              | 2008 | Grupa Impact                                      | Z perspektywy czasu        | [ 134 ]         |
| Donatan – „Nie lubimy robić” (gościnnie: Borixon, Kajman)                     | 2012 | Piotr Smoleński, Piotr Tutka                      | Równonoc. Słowiańska dusza | [ 135 ]         |
| Donatan – „Nie lubimy robić” (101 Decybeli Remix; gościnnie: Borixon, Kajman) | 2013 | Dariusz Szermanowicz, Łukasz Tunikowski, Grupa 13 | –                          | [ 136 ] [ 137 ] |
| Kajman – „Radio 5G FM” (gościnnie: Buszu, Dejan, Borixon, Sitek)              | 2013 | OGfilms & New Decade Media                        | Prototyp                   | [ 138 ]         |
| Rozbójnik Alibaba – „Magnes” (gościnnie: Borixon)                             | 2013 | Darek Juraś                                       | Bal maturalny              | [ 139 ]         |
| Małolat – „Horyzont” (gościnnie: Borixon; Auer remix)                         | 2013 | R5 Films                                          | –                          | [ 140 ]         |
| Popek x Matheo – Wiara czyni cuda (gościnnie: Borixon)                        | 2016 | Mania Studio                                      | Król Albanii               | [ 141 ]         |
| Żabson – Rich Art (gościnnie: Borixon)                                        | 2016 | Tomasens, Cinestra Films                          | –                          | [ 142 ]         |
| ReTo – Klamka zapadła (gościnnie: Borixon)                                    | 2017 | Sekunda Studio                                    | K R U K                    | [ 143 ]         |
| ZetHa – Wesoły Numer O Smutnych Rzeczach (gościnnie: Borixon, ReTo)           | 2017 | Mania Studio                                      | WIECZNYJOINT mixtape       | [ 144 ]         |

Inne
| Tytuł                                                                        | Rok  | Reżyseria        | Album | Źródło  |
| ---------------------------------------------------------------------------- | ---- | ---------------- | ----- | ------- |
| Peja, Kaczor, Gural, Pih, Borixon, Kajman, Sobota, Miodu – „Stoprocent Tour” | 2007 | Filip Tymczyszyn | –     | [ 145 ] |

## Filmografia
| Tytuł                         | Rok  | Uwagi                                                            | Źródło          |
| ----------------------------- | ---- | ---------------------------------------------------------------- | --------------- |
| „Kielce – Czyli Polski Bronx” | 1995 | film dokumentalny, reżyseria: Bogna Świątkowska, Marek Lamprecht | [ 146 ] [ 147 ] |
| „Mówią bloki człowieku”       | 2000 | film dokumentalny, reżyseria: Joanna Rechnio                     | [ 148 ]         |
| „Popek za życia”              | 2017 | film dokumentalny, reżyseria: Mateusz Winkiel                    | [ 149 ]         |